# Hypothese der somatischen Marker

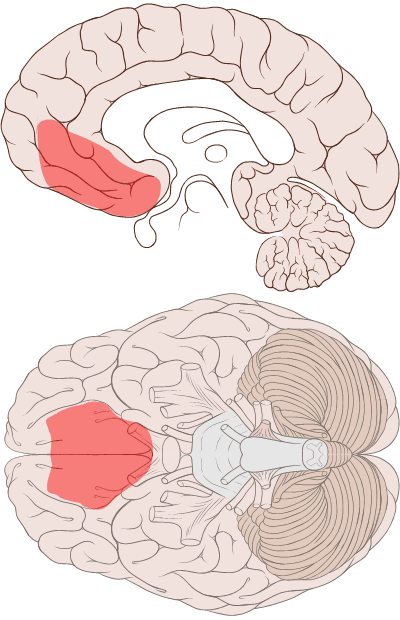
Lage des ventromedialen präfrontalen Cortex

Die Hypothese der somatischen Marker (auch Somatische-Marker-Hypothese, englisch: somatic marker hypothesis, kurz SMH; vom griechischen soma für Körper) ist eine Theorie der Neurobiologie über menschliches Entscheidungsverhalten. Nach der SMH sind emotionale Erfahrungen im Menschen verkörperlicht und beeinflussen so Entscheidungen. Formuliert wurde die SMH von António Damásio. Somatische Marker werden im ventromedialen präfrontalen Cortex (PFC) verortet.

## Begriffsgeschichte

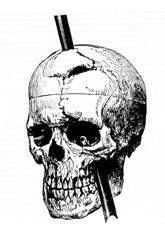
Zeichnung der Kopfverletzung von Phineas Gage (1868)

Ursprung der Hypothese der somatischen Marker ist die Beobachtung von Patienten, deren Frontallappen durch einen Unfall o. Ä. geschädigt wurde. Betroffene einer solchen Läsion zeigen – bei gleichbleibender Intelligenz – oft eine grundlegende Veränderung im Verhalten.
Berühmt ist der Fall des Phineas Gage, dessen Kopfverletzung im 19. Jahrhundert aus einem freundlichen Mitmenschen eine ungeduldige und leicht irritierbare Person machte. Gegen Ende des 20. Jahrhunderts berichtete António Damásio in einer wissenschaftlichen Publikation von einem Patienten, in dessen ventromedialen präfrontalen Cortex ein Tumor entdeckt und dann entfernt wurde. Die Person – 35 Jahre alt, intelligent und mit funktionierendem sozialen Umfeld – entwickelte Schwierigkeiten Entscheidungen zu treffen. Alltägliche Situationen, etwa die Wahl der Kleidung oder eines Restaurants, wurden nur mühsam bewältigt, obwohl jede Option korrekt beschrieben werden konnte. Intelligenz- und neurophysiologische Untersuchungen bestätigten weiterhin die Intelligenz des Patienten, der aber nicht weiter über die implizite Bedeutung verfügen konnte und so auf eine aufwändigere Betrachtung zurückgreifen musste.

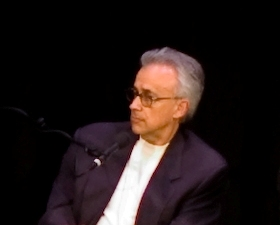
António Damásio (2008)

António Damásio leitete daraus ab, dass in dem verletzten ventromedialen präfrontalen Cortex „somatische Marker“ nicht weiter abgerufen werden könnten, die sonst bei Entscheidungen aktiviert würden. Diese „somatischen Marker“ entstünden aus bereits erworbenen Erfahrungen, die Alternativen und Konsequenzen einer Handlung – mit einer positiven oder negativen Emotion behaftet – körperlich „markieren“.

„I propose that the ventromedial prefrontal cortex establishes a simple linkage, a memory in fact, between the disposition for a certain aspect of a situation […] and the disposition for the type of emotion that in past experience has been associated with the situation.“

„Ich behaupte, dass der ventromediale präfrontale Cortex eine einfache Verknüpfung, eine Erinnerung vielmehr, schafft, zwischen der Disposition eines bestimmten Aspekts einer Situation und der Disposition für eine Art der Emotion in der Vergangenheit, die mit der Situation assoziiert wird.“

Evolutionärer Vorteil einer Entscheidung mit Unterstützung der oder durch die somatischen Marker sei die deutlich höhere Geschwindigkeit, mit der Abwägungen auf Basis eben schon vorhandener Erfahrungen getroffen werden – mittels einer arbeitsintensiven Analyse, wie im oben skizzierten Fall, die viele kognitive Ressourcen (wie Aufmerksamkeit oder Arbeitsgedächtnis) einbinde, würden heterogene Informationen deutlich später zur Entscheidungsfindung verfügbar sein.

## Somatische Marker
Nach Damásio sind Emotionen und Gefühle zu unterscheiden. Emotionen stellen die Veränderungen im Gehirn oder im Körper dar und können in primäre und sekundäre Emotion untergliedert werden. Primär sind Emotionen, die „durch feste, angeborene Stimulussituation subkortikal ausgelöst werden können“ (diese werden in der James-Lange-Theorie beschrieben). Diese Assoziationen sind im ventromedialen präfrontalen Cortex (VMPFC) zu finden.
Sekundär sind Emotionen, die auf Erfahrungen basieren und – der Konditionierung entsprechend – in Verbindung zu den primären Emotionen stehen.
Gefühle sind die Wahrnehmung dieser Veränderungen.

### Funktionsweise der somatischen Marker
Somatische Marker können, analog zum Wissen und zu den Emotionen, angeboren oder erworben sein.
Grundsätzlich werden, nachdem im VMPFC Assoziationen gegeben sind, Aktivitäten in Amygdala oder ventralen Insula ausgelöst, was Aktivität im Hypothalamus, in der Gürtelwindung des limbischen Systems und im Hirnstamm bewirkt.

### Primäre und sekundäre Auslöser
Stimuli, die unmittelbar angenehme oder unangenehme körperliche Zustände bewirken, zählen zu den primären Auslösern (inducers). Beispiele sind die positiven Reaktionen auf den Erhalt von Geld oder einer guten Bewertung gegenüber beispielsweise dem Verlust von Gütern.
Davon abgegrenzt sind sekundäre Auslöser, die sich auf die Stimuli der primären Auslöser beziehen. Diese Vorstellungen, Gedanken oder Erinnerungen eines solchen Auslösers selbst bewirkten eine entsprechende Reaktion.

### „Körper-Schleife“ und „Als-ob-Körper-Schleife“
Die Wirkung der somatischen Marker kann auf zwei unterschiedliche Arten stattfinden, in der „Körper-Schleife“ (body loop) und in der „Als-ob-Körper-Schleife“ (as-if body loop).
Im body loop werden Veränderungen der Physiologie des menschlichen Körpers, die im Laufe der Entwicklung des Menschen mit einer Emotion verknüpft wurden, direkt in eine Reaktion verarbeitet. Im as if body-loop werden die körperlichen Veränderungen vom Gehirn „konstruiert“ und lösen dann die Reaktion aus.

## Überprüfung

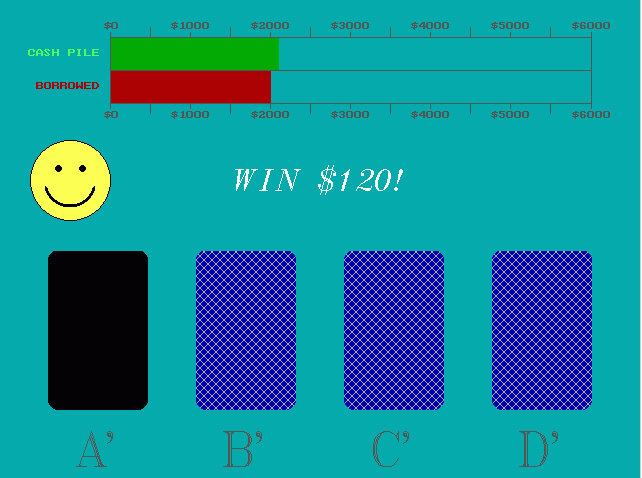
Visualisierung des „Iowa Gambling Task“-Spielkonzeptes

Zur empirischen Überprüfung der SMH gibt es verschiedene Methoden. Weitreichend zitiert wird die Iowa Gambling Task von Antoine Bechara, António & Hanna Damásio und Steven Anderson. Darüber hinaus fanden Bestätigungen der SMH durch Studien mit funktioneller Magnetresonanztomographie und anderen Versuchskonzepten statt.